# Jan Walewski (1860–1919)
Jan Walewski (ur. 19 kwietnia 1860 w Wieliczce, zm. 11 października 1919 w Sanoku) – polski adwokat, właściciel dóbr ziemskich, przemysłowiec, polityk.

## Życiorys
Wywodził się z rodu Walewskich herbu Kolumna (niekiedy przedstawiany jako Jan Walewski-Colonna), urodził się 19 kwietnia 1860 w Wieliczce. Był synem Hipolita (do około 1871 pracujący w C. K. Zarządzie Saliny w Wieliczce, do około 1895 szef C. K. Zarządu Salinarnego w Bolechowie, zm. 1898). Był wyznania rzymskokatolickiego.
Uczył się w gimnazjach: w Kołomyi, w C. K. Gimnazjum w Stanisławowie (ze stopniem celującym ukończył V klasę w 1876, VI klasę w 1877) i Lwowie. W 1879 zdał eksternistycznie egzamin dojrzałości w C. K. Gimnazjum św. Anny w Krakowie. Od 1879 do 1883 studiował prawo na Wydziale Prawa Uniwersytetu Jagiellońskiego, a w 1884 uzyskał tamże stopień doktora praw. Był praktykantem prawa, następnie przez dwa lata koncypientem adwokackim w Krakowie.
Przez 10 lat był dzierżawcą majątków ziemskich. Od 1894 był właścicielem dóbr ziemskich w Nosowie w ówczesnym powiecie podhajeckim, gdzie zamieszkiwał. 23 lipca 1898 w rejestrze firm została wpisana „Fabryka Krochmalu i Syropu Kartoflanego dr. Walewski i spółka we Lwowie” (niem. Kartoffel-Stärke und Syrup-Fabrik dr. Walewski et Comp. in Lemberg), której był właścicielem. W tym czasie założył w Nosowie fabrykę cukru kartoflanego (w tym celu ziemniaki były przerabiane na krochmal, a krochmal na cukier, który później służył do wyrobu cukierków przez spółkę Maurycego Brandstädtera i Babetty Singer we Lwowie). Od około 1897 był czynnym członkiem C. K. Towarzystwa Gospodarskiego we Lwowie, następnie od około 1901 do około 1903 członkiem oddziału brzeżańsko-podhajeckiego tego stowarzyszenia. Od około 1897 był członkiem Rady c. k. powiatu podhajeckiego, wybrany z grupy większych posiadłości i pełnił funkcję członka wydziału powiatowego, od 1903 do 1905 był wyłącznie członkiem Rady. Od około 1898 do około 1906 był detaksatorem wydziału okręgowego w Podhajcach C. K. Galicyjskiego Towarzystwa Kredytowego Ziemskiego. Ubiegał się o wydanie koncesji kolei lokalnej Brzeżany-Podhajce.
Był związany z ruchem Podolaków. Startował w wyborach do austriackiej Rady Państwa w Wiedniu IX kadencji jako kandydat polski w kurii wiejskiej mniejszych posiadłości w okręgu wyborczym Brzeżany–Rohatyn–Podhajce i 16 marca 1897 zwyciężył kandydata ruskiego Juliana Romanczuka, otrzymawszy 312 głosów wyborców z 607. Mandat sprawował od 27 marca 1897 do 7 września 1900. W grudniu 1900 ubiegał się o reelekcję kandydując z kurii ogólnej w okręgu nr 13 Stanisławów–Halicz–Rohatyn–Bursztyn–Podhajce–Wiśniowczyk–Buczacz–Złoty Potok–Monasterzyska–Tłumacz–Tyśmienica–Ottynia. Zwyciężył kandydata ruskiego Józefa Huryka, otrzymawszy 499 głosów wyborców z 948. Mandat X kadencji pełnił jako właściciel dóbr i fabryk od 31 stycznia 1901 do 17 czerwca 1905, gdy złożył mandat. Według doniesień prasowych stało się to w rezultacie skompromitowania Walewskiego, którego skandaliczne sprawy były przedmiotem dyskusji w Radzie Państwa oraz rozpraw sądowych. Wcześniej, od 7 maja 1904 był zawieszony w prawach członka Klubu Polskiego w parlamencie, a 16 czerwca 1905 został wykluczony z niego. Przyczyną był wytoczony przeciw niemu w 1901 pozew o zniesławienie. W tle sprawy leżało oskarżenie o to, że wykorzystał swoją pozycję deputowanego do uzyskania zaniżonej ceny tapicerki drewnianej z lasów państwowych i interweniował w C. K. Ministerstwie Rolnictwa sprawie wysokiej opłaty dla przemysłowca drzewnego. Jeszcze w trakcie pełnienia mandatu posła Walewski złożył skargę cywilną przeciw Towarzystwu dla Przemysłu Drzewnego Leopolda Poppera, którą oddalił sąd I instancji, a 2 lipca 1904 jego rekurs (odwołanie) został oddalony przez senat Trybunału Apelacyjnego w Wiedniu, który zatwierdził wyrok sądu I instancji (utrzymano w mocy skazanie Walewskiego na karę 1000 koron grzywny), w związku z czym już wtedy zachodziła konieczność złożenia przez niego mandatu parlamentarnego. W 1904 poseł Walewski wniósł doniesienie dyscyplinarne do morawskiej Izby Adwokackiej przeciw młodoczeskiemu posłowi Adolfowi Stránskiemu, który w odniesieniu do toczącej się sprawy Walewskiego mówił o potrzebie jego wykluczenia z Klubu Polskiego. W listopadzie 1904 tego roku wydał w prasie oświadczenie, w którym przedstawił swoją wersję w sprawie stawianych mu zarzutów. 6 czerwca 1905 przed C. K. Sądem Powiatowym w Wiedniu rozpoczął się proces o obrazę czci wytoczony przez Walewskiego przemysłowcowi Bernardowi Popperowi i jego adwokatom.

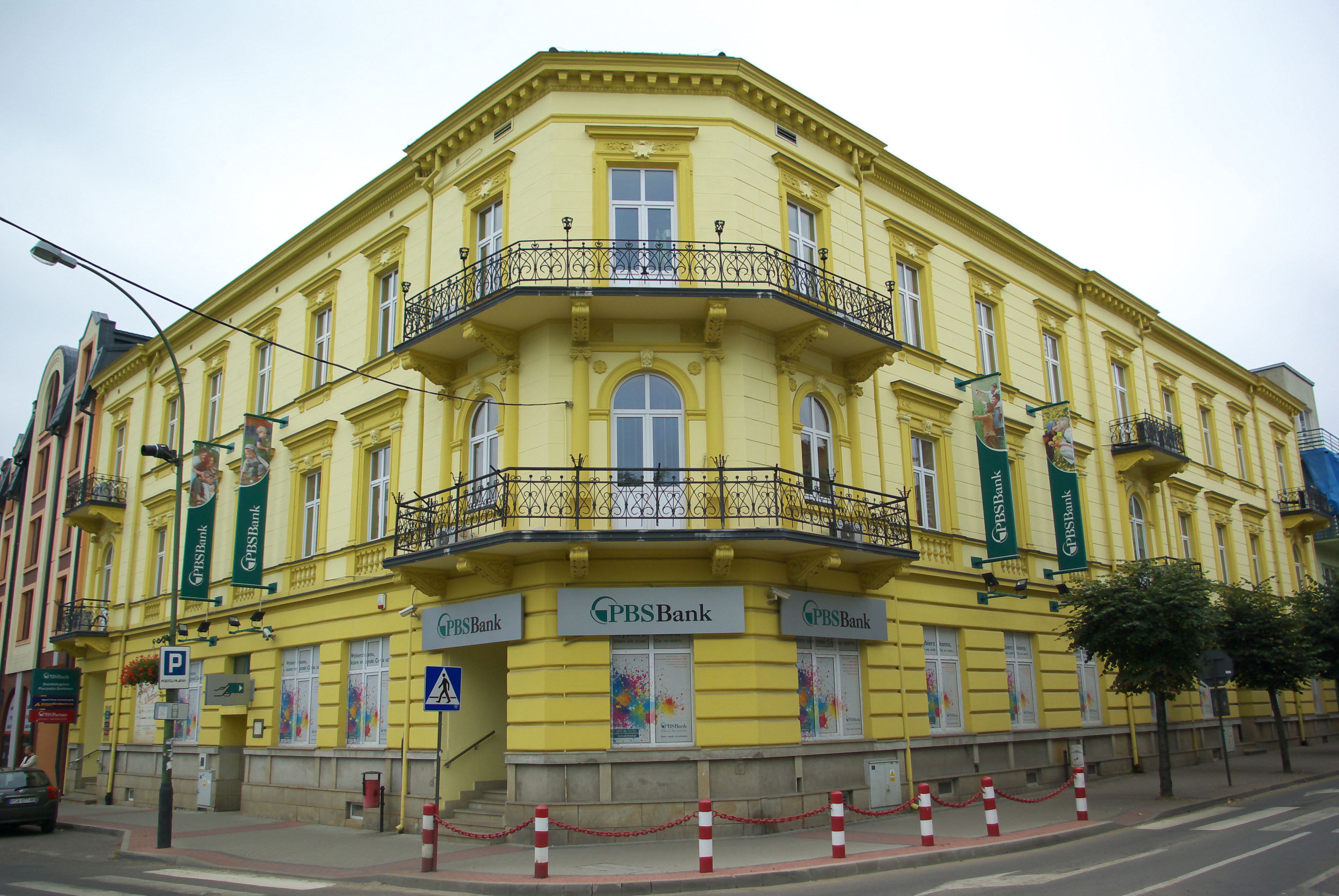
Kamienica przy ul. Tadeusza Kościuszki 22 w Sanoku, w której dr Jan Walewski prowadził kancelarię adwokacką

Na początku września 1905 Jewhen Łewyćkyj sprostował twierdzenie, że ubiega o mandat poselski po rezygnacji posła Jana Walewskiego-Colonny. Wybór uzupełniający odbył się jesienią 1905 (głosowanie – 31 października 1905), w wyniku którego polski kandydat Hieronim Wierzchowski zwyciężył Teofila Okunewskiego, wyznaczonego kandydatem przez ruski szerszy komitet narodowy z V (powszechnej) kurii, gdy został wybrany posłem Rady Państwa w Wiedniu X kadencji w okręgu wyborczym nr 13 Stanisławów–Tłumacz–Buczacz – Rohatyn–Podhajce, otrzymawszy 673 głosów wyborców z 1089.
Od około 1910 Jan Walewski, w charakterze adwokata krajowego, figurował w okręgu C. K. Sądu Obwodowego w Sanoku. W połowie 1911 przeniósł swoją kancelarię w Sanoku do kamienicy Towarzystwa Kredytowego „Beskid”. Został wybrany zastępcą sędziego przysięgłego przy C. K. Sądzie Obwodowym w Sanoku na rok 1914. Pod koniec 1913 został wpisany do Izby Adwokatów w Przemyślu. Według stanu z 1912 był członkiem sanockiego gniazda Polskiego Towarzystwa Gimnastycznego „Sokół”. Wspierał finansowo VII Polską Drużynę Strzelecką w Sanoku. Podczas I wojny światowej w trakcie okupacji rosyjskiej Sanoka trwającej do maja 1915 poniósł straty majątkowe.
Zmarł 11 października 1919 w Sanoku na gruźlicę. Został pochowany na cmentarzu przy ulicy Rymanowskiej w Sanoku 13 października 1919.
Jego żoną była Franciszka z domu Lipkowska. Ich córkami były Wanda (1882-1944, żona Henryka Zengtellera), Janina (1883-1956, pisarka i tłumaczka, żona Aleksandra Raczyńskiego), Anna (po pierwszym mężu Kwiatkowska, po drugim mężu Baranowska), Jadwiga, Józefa, Maria. Później był żonaty z Zofią z domu Sielińską. Ich dziećmi byli: Zofia Henryka (ur. 19 kwietnia 1907, jako prywatystka w 1919 ukończyła II klasę w Państwowym Gimnazjum w Sanoku, została nauczycielką, po mężu Janasz), Tadeusz (ur. 1 czerwca 1909, w powyższym gimnazjum w 1920 ukończył I klasę, w 1921 ukończył II klasę, a w roku szkolnym 1921/1922 uczył się w III klasie), Irena (ur. 8 października 1910, zm. 21 maja 1923 w Posadzie Olchowskiej pod Sanokiem w wieku 13 lat będąc uczennicą VII klasy), Anna (ur. 19 listopada 1915, absolwentka Prywatnego Gimnazjum Żeńskiego im. Emilii Plater w Sanoku z 1934, zm. 3 marca 2005, pochowana na cmentarzu na Psim Polu we Wrocławiu).
Od końca 1919 przed Sądem Powiatowym w Sanoku toczyła się sprawa spadkowa, w związku z testamentem Jana Walewskiego, spisanym 16 czerwca 1915 w Zakopanem (kuratorem dla spadkobierców został ustanowiony adwokat dr Paweł Biedka).